# سرگئی ناوموف
سرگئی ناوموف (روسی: Серге́й Нау́мов؛ زادهٔ ۹ آوریل ۱۹۶۲) بازیکن واترپلو اهل اتحاد جماهیر شوروی سوسیالیستی است.